# Stazione di Bellavista (Svizzera)
La stazione di Bellavista è una stazione della ferrovia del Monte Generoso. Fu costruita per servire l'Hotel Monte Generoso, a cui fu collegata dal 1891 al 1938 da una tranvia a cavalli.

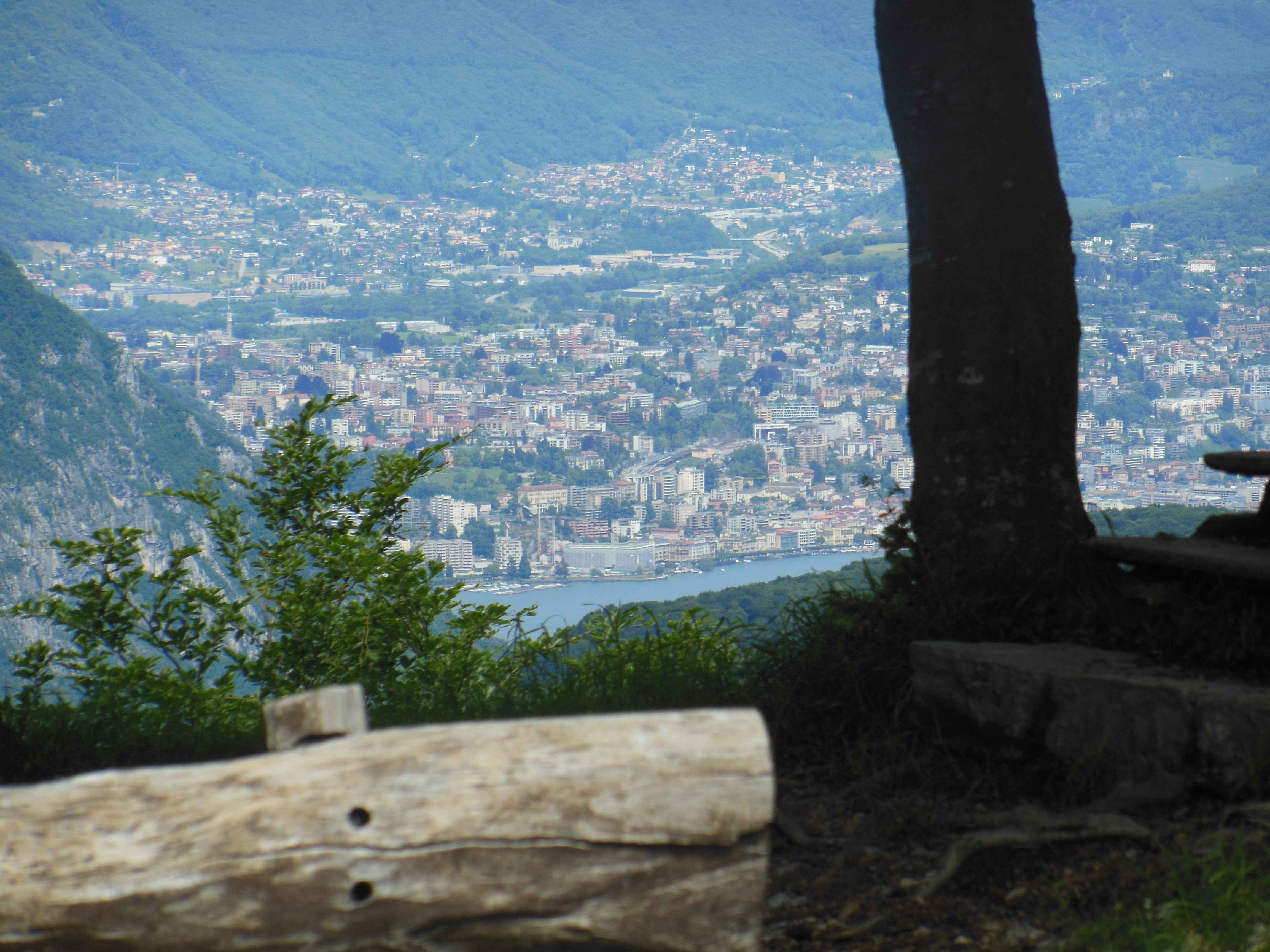
La vista, nel 2012